# Taiyō no uta
Taiyō no uta (タイヨウのうた?) è un dorama stagionale estivo in 10 puntate di TBS e mandato in onda nel 2006; ne è stato tratto anche un film con lo stesso titolo uscito in giugno 2006, ma con protagonisti differenti. 
Koji si trova occupato in un impiego estivo assieme ai suoi compagni di scuola, in una trattoria a gestione familiare in riva al mare; Kaoru è invece una musicista di strada e si troverà presto ad incrociare la sua vita con quella del ragazzo. Purtroppo la giovane è affetta da un grave male che le impedisce di far rimanere esposta la propria pelle ai raggi del sole. 
Il ragazzo, nonostante la sua ancor giovane età, sembra già aver perduto tutti i suoi sogni; per merito dei notevoli sforzi che vede compiere in Kaoru nel tentativo di diventare una cantante affermata, Koji riacquisterà d'un tratto tutta la sua passione per la musica, che era rimasta a lungo celata e dimenticata dentro di lui.

## Episodi
1. A girl hated by the sun ... A miracle given by the night
2. A moonlit night's confession ... An unforgettable first love
3. Love destroyed by the sun
4. The dream you gave me
5. Light in the midst of despair
6. A discarded old vengeance
7. To the stage we promised to stand on
8. A dream with companions
9. The encroaching shadow of fate
10. Beautiful song